# Papiro 23

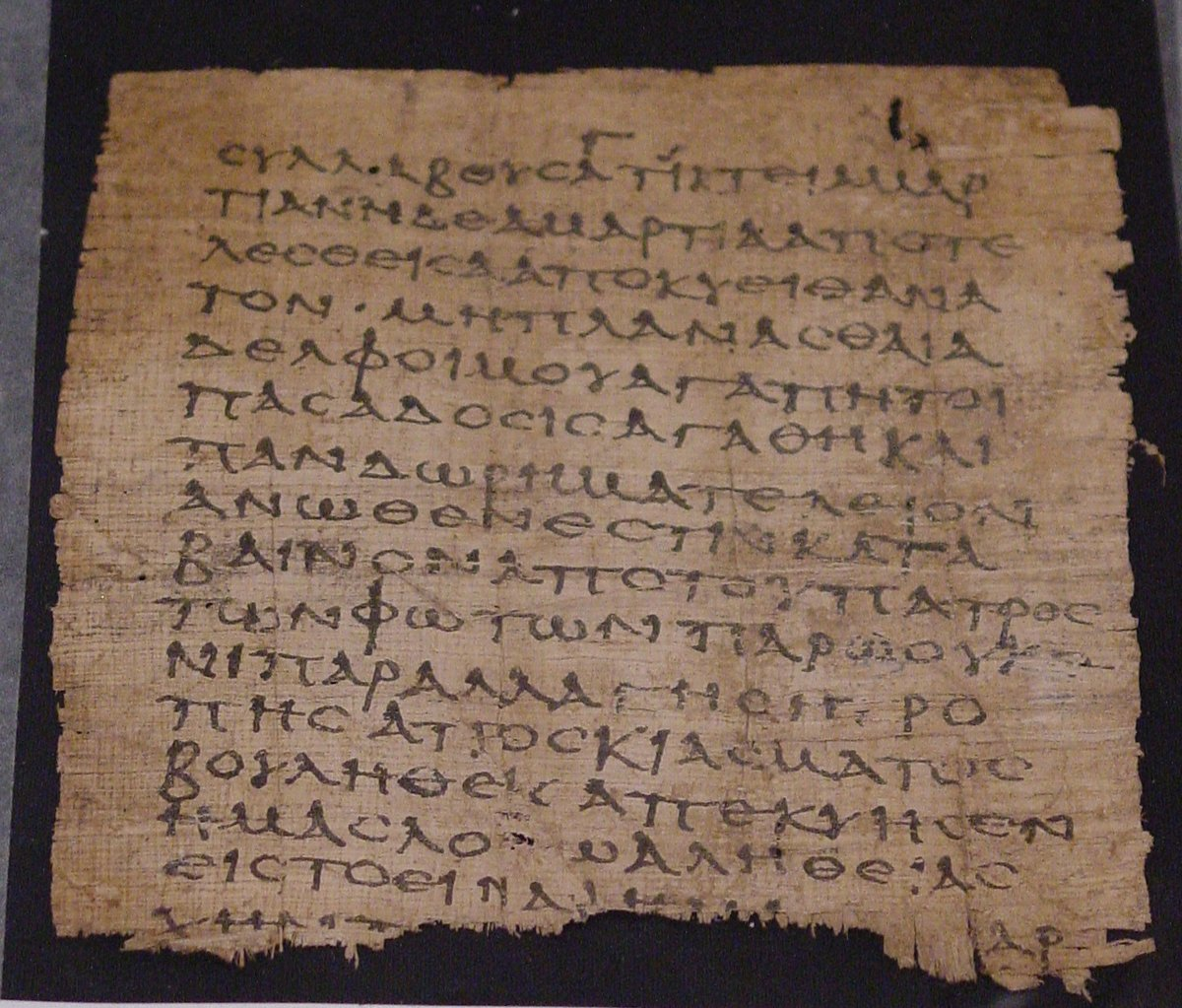
Imagen del ^{23}, contiene Santiago 1:15-18

El Papiro 23 (en la numeración Gregory-Aland), designado como {\displaystyle {\mathfrak {P}}}23, es una copia antigua del Nuevo Testamento en griego. Es un manuscrito en papiro de la Epístola de Santiago, contiene únicamente Santiago 1:10-12,15-18. El manuscrito ha sido asignado paleográficamente a principios del siglo III.

## Descripción
Los Nombres sagrados están escritos completamente, las abreviaturas se usan solo al final de las líneas. Se ha observado la aparición de la no gramática αποσκιασματος encontrada en el Códice Sinaítico y el Vaticano en Santiago 1:17. 
El texto griego de este códice es una representación del tipo textual alejandrino (o más bien protoalejandrino). Aland lo ubicó en la Categoría I. Este manuscrito muestra una grandísima coincidencia con los códices א A C, que representa el mejor texto de las Epístolas católicas, y luego con el Códice Vaticano y el Papiro 74.
Actualmente está guardado en la Universidad de Illinois (G. P. 1229) en Urbana, Illinois.

## Lectura adicional
- B. P. Grenfell & A. S. Hunt, Oxyrynchus Papyri X, (Londres 1914), pp. 16-18. (en inglés)
- R. H. Charles, Revelación de St. Juan, ICC, vol. II (Edinbourgh, 1920), pp. 448-450. (en inglés)